# شهرستان شینان
شهرستان شینان (به لاتین: Xin'an County) یک شهرستان‌های جمهوری خلق چین در چین است که در لوئویانگ واقع شده‌است.